# Río Geum
El Geum es uno de los principales ríos de Corea del Sur. Nace en Jangsu-eup, en la montaña de Simmu, en la provincia de Jeolla del Norte. Fluye hacia el norte a través de Jeolla del Norte y Chungcheong del Norte; cerca de Daejeon cambia de dirección y fluye hacia el suroeste a través de la provincia de Chungcheong del Sur hasta desembocar en el Mar Amarillo entre las ciudades de Gunsan y Janghang.
Es el tercer río más largo de Corea del Sur, con 391 km (kilómetros) de longitud. Su cuenca hidrográfica abarca 9835 km² (kilómetros cuadrados), que es aproximadamente un décimo de la superficie del país. En su curso superior, el río serpentea despacio a través de parte de las montañas Noryeong, formando numerosos meandros, que disminuyen en el cauce medio y bajo.
Los principales afluentes del Geum son Gapcheon, Mihocheon, y Nonsancheon. Varias llanuras aluviales pequeñas, incluyendo las de Honam y de Nonsan, fueron formadas por el flujo del Geum y sus afluentes.

## Historia y Cultura

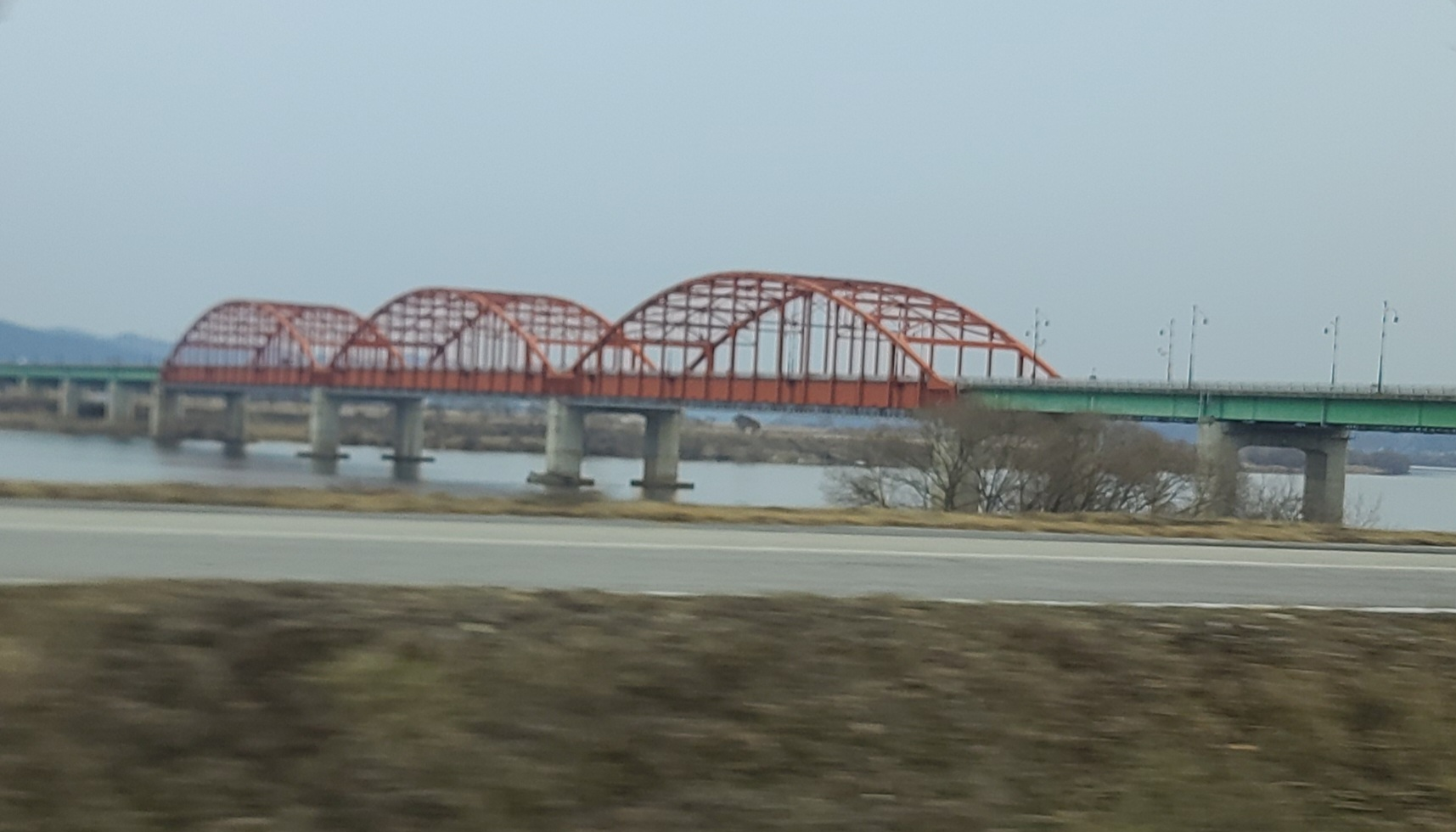
Puente de Buyeo sobre el río Geum

En el área del condado de Buyeo, se le llama Baengmagang, que significa río del caballo blanco. Numerosas leyendas asocian al reino antiguo de Baekje con el Baengma. La conocida canción de la tradición sin minyo Kkumkkuneun Baengmagang (꿈꾸는 백마강, ‘Soñando Baengmagang’) trata sobre este río. 
El Geum y sus afluentes han servido como medios de contacto cultural desde la época prehistórica (véase periodo de cerámica Mumun) y hasta los Tres Reinos de Corea, como ruta de transporte que empieza en la costa oeste y penetra profundo en el interior de la península. La cultura de bronce floreció en esta área desde ca. 850 a. C.-100 d. C. (véase cultura de daga de bronce de Liaoning). La evidencia arqueológica sugiere que algunas de las primeras sociedades complejas en Corea del sur prosperaron brevemente en los valles formados por los afluentes del Geum.
En la zona de Baengma se ubicaron antiguamente los cacicazgos de Mahan y las ciudades de Ungjin (475 a. C.-525 d. C.) y Sabi (525 a. C.-660 d. C.), del reino Baekje.
El nombre coreano del río (‘Río de Seda’) es un homónimo de la palabra para ‘diamante’ (금강; 金剛) y no debería confundirse con Kŭmgang Montaña (금강산; 金剛山; ‘Montaña Diamante’) en Corea del Norte.

### Proyecto de restauración de los cuatro grandes ríos
El Geum, junto con los ríos río Han, Nakdong y Yeongsan, fue intervenido entre los 2008 y 2012 como parte del proyecto e restauración de los cuatro grandes ríos.  Dicho proyecto, impulsado por el presidente Lee Myung-bak, buscaba restaurar los ríos, asegurar la disponibilidad de agua, controlar las sequías y las inundaciones, potenciar la vitalidad del ecosistema y generar espacios de recreación para la población.
En el río Geum, como parte de este proyecto, se construyeron tres embalses.

## Economía
En los cauces medio y superior del Geum, se han construido represas para mejorar la disponibilidad de agua para la agricultura y la industria. Se destacan las represa de Daecheong y Yongdam. La ciudad de Daejeon y las granjas e industrias de Chungcheong del Sur dependen principalmente del Geum y sus afluentes.
En las llanuras aluviales formadas por el Geum y sus afluentes se cultiva una parte importante de la producción agrícola de Corea del Sur.

## Fauna
Su estuario es el refugio más importante de aves playeras en Corea del Sur y uno de los más importantes de la ruta migratoria Asia Oriental-Australasia. A esta zona llegan más de 50 000 aves limícolas, entre las cuales se encontrar a las especies amenazadas correlimos cuchareta y archibebe moteado.
En un estudio hecho en 2009, se encontraron 69 especies diferentes de peces en el Geum y sus afluentes. Los más comunes son el Zacco platypus y Hemiculter leucisculus. En el río también es posible encontrar ejemplares de las especies amenazadas Pseudopungtungia nigra, Gobiobotia_brevibarba, Liobagrus obesus y G. nakdongensis.